# Gran Premio di Rio de Janeiro 1937
Il Gran Premio di Rio de Janeiro 1937 è stata l'undicesima prova non valida per la stagione 1937 del Campionato europeo di automobilismo e quinta edizione del Gran Premio di Rio de Janeiro. La gara si è corsa il 6 giugno 1937 sul Circuito di Gávea, situato nell'omonimo quartiere a sud di Rio de Janeiro, ed è stata vinta dall'italiano Carlo Maria Pintacuda su Alfa Romeo, al suo primo successo nella competizione; Pintacuda ha preceduto all'arrivo il tedesco Hans Stuck su Auto Union e il compagno di squadra Antonio Brivio.

## Vigilia
Dopo il clamoroso successo della gara del 1936, l'Automóvel Clube do Brasil intendeva conferire all'evento lo status di Gran Premio internazionale a pieno titolo. Pertanto, su raccomandazione dell'AIACR, l'intero percorso è stato asfaltato, aspettandosi così tempi sul giro di ben al di sotto degli otto minuti.
L'Automóvel Clube do Brasil si è messo quindi alla ricerca dei migliori team europei per partecipare all'evento.
Dopo lunghe trattative, durante le quali sono state coperte le ingenti spese di viaggio, la tedesca Auto Union promette di inviare una sua vettura mentre la Scuderia Ferrari decide di inviarne due.
La notizia che Hans Stuck, che aveva già corso in Brasile, avrebbe partecipato alla gara in rappresentanza dell'Auto Union ha suscitato grande entusiasmo in tutti gli ambienti sportivi della capitale brasiliana. Addirittura, circolavano anche voci sulla possibile partecipazione di Nuvolari (evento quest ultimo mai verificatosi). Per dare ai piloti brasiliani la possibilità di competere con i colleghi europei, il club automobilistico ha organizzato un concorso in collaborazione con il quotidiano O Globo per eleggere il pilota brasiliano più popolare, che avrebbe ricevuto in premio una moderna Alfa Romeo da Gran Premio. Manuel de Teffé, pilota e agente diplomatico brasiliano nato a Parigi, si è aggiudicato il premio di popolarità. In più, quattro piloti brasiliani sono stati invitati a gareggiare con la scuderia "Escuderia Brasil" dell'Automóvel Clube.
I premi in palio erano elevati: il vincitore avrebbe ricevuto in premio 120 milioni di reis brasiliani (intesi i vecchi reis del 1790), seguiti da 40, 25, 10 e 5 milioni per gli altri cinque classificati. A questp premio si sono aggiunti anche gli sponsor locali, i quali offrivano ricchi premi per i migliori piloti brasiliani disposti a partecipare.
Inizialmente si vociferava che Stuck sarebbe andato in Brasile a bordo del dirigible LZ 127 Graf Zeppelin, ma dopo la catastrofe dell'Hindenburg del 6 maggio, i piani dovettero ovviamente cambiare. Così Stuck si recò a Rio a bordo del piroscafo tedesco Cap Arcona, accompagnato dall'auto, dal capo meccanico di Stuck Fritz Matthey, dai meccanici Arthur Frenzel e Rudolf Friedrich, dall'autista Walter Kratel con una bisarca con dentro 100 litri di olio e da uno specialista di pneumatici della Continental con 30 pneumatici. Dopo l'attracco del "Cap Arcona" il 1° giugno, Stuck e il suo staff corse sono stati accolti dall'ambasciata tedesca e dall'Automobile Club brasiliano. Hans Stuck si è allenato con la sua auto il giorno dopo il suo arrivo, migliorando immediatamente il record sul giro esistente di circa 40 secondi.
La Scuderia Ferrari è arrivata nella capitale carioca il 26 maggio a bordo del transatlantico Conte Grande. Carlo Maria Pintacuda avrebbe dovuto gareggiare con una 8C-35 e il marchese Antonio Brivio con una 12C-36. A chiudere la lista dei piloti italiani c'era Carlo Gazzabini con la sua Alfa Romeo Monza privata.
I piloti francesi "Marcedady" e Jean-Gilbert Foury con il suo meccanico Jean Rigail e due vetture Bugatti sono arrivati il 22 maggio a bordo della Highland Princess.
I piloti portoghesi Vasco do Sameiro e José de Almeida Araújo sono arrivati il 27 maggio sulla nave tedesca General Artigas con due Alfa Romeo Monza, di cui una delle auto rosse aveva il telaio bianco.
I piloti argentini Carlos Arzani e Ricardo Carú avevano acquistato insieme un'Alfa Romeo 8C-35 direttamente dalla fabbrica. Arzani ha corso con la nuova auto, mentre Carú avrebbe dovuto gareggiare con l'Alfa Romeo 8C 2900 A "Botticella", la sportiva vincitrice della gara di San Paolo del 1936, di proprietà di Arzani. Le auto, purtroppo, sono rimaste bloccate alla dogana brasiliana per lungo tempo e si temeva che non avrebbero trovato il tempo per le prove.
Il pilota argentino Vittorio Coppoli è salito su una Bugatti mentre il suo connazionale Raúl Riganti ha guidato sempre una Bugatti ma con motore Hudson.
Dopo che Manuel de Teffé ha vinto il concorso di popolarità, l'Automóvel Clube do Brasil ha iniziato finalmente a cercare l'Alfa Romeo promessa. C'erano due possibilità: o il club aveva sottostimato il costo di un'auto di prima classe o aveva sovrastimato il proprio budget, finendo con 129 milioni di reis. A causa di questo errore, dovettero rifiutare un'offerta della Scuderia Ferrari per una 8C-35 in perfette condizioni (al costo forse di 255 milioni di reis). In realtà, quell'auto è stato invece venduta all'argentino Carlos Arzani.
Anche la sportiva 8C 2900A "Botticella" di Arzani si è rivelata troppo costosa (190 milioni di reis) per essere acquistata dal club. Invece, nonostante gli avvertimenti di Enzo Ferrari, gli organizzatori si sono accontentati di un'Alfa Romeo Tipo B/P3 3,2 litri del 1934, ex Scuderia Maremmana, offerta dal Garage Romani di Milano per 77 milioni di reis. L'auto è arrivata in Brasile con parti rotte o usurate, senza pezzi di ricambio, pneumatici usurati e solo con due ruote di scorta. De Teffé, furioso, dovette lavorare giorno e notte, in seguito assistito dai meccanici del club, per rimettere in sesto l'auto (non è noto se de Teffé abbia usato l'auto o la sua vecchia Monza per le prove).
Arthur do Nascimento Jr. ha avuto più fortuna con l'Alfa Romeo Tipo B/3 2,9 litri che aveva acquistato da Enzo Ferrari in persona: era del vecchio modello stretto del 1933, ma ovviamente in discrete condizioni, riverniciata nei colori da corsa brasiliani (giallo e verde). Rubem Abrunhosa ha corso con un'Alfa Romeo Monza e Benedicto Lopes con l'Alfa Romeo Monza che Hellé Nice aveva incidentato al Gran Premio di San Paolo 1936, riparato localmente e schierato con il nome di Escuderia Brasil.
L'Escuderia Brasil ha iscritto anche A. Moraes Sarmento alla guida di una Ford Special, Cicero Marques Porto con una Bugatti arrivata con il Conte Grande e Luis Tavres de Morais, alla guida di un'altra Bugatti. Quest'ultimo pilota non aveva la licenza di gara in regola, quindi in diverse liste di iscritti e risultati di prove comparve al suo posto João Santos Mauro con un'Alfa Romeo. Alla fine, però, è stato Tavres de Morais a partecipare alla gara.
I fratelli Quirino Landi e Francisco Landi (detto Chico) hanno corso rispettivamente con una Fiat e una Bugatti con il nome di "Scuderia Excelsior". Anche Domingos Lopes ha iscritto una Bugatti.
Il resto del gruppo era composto da piloti brasiliani con vetture speciali ricostruite. Norberto Jung, José dos Santos Soeiro e José Santiago guidavano due Ford, Joaquim Sant'Anna una Fiat, Armando Sartorelli una Hispano-Suiza e, infine, Júlio de Moraes una Wanderer.
Una nota sulle Bugatti. Le fonti elencano una moltitudine di vetturette T37A. Secondo Michael Müller, la maggior parte delle Bugatti esportate in Sud America erano di tipo T35A "tecla", dodici contro quattro T37A e quattro di altri tipi. Sebbene i numeri di matricola siano noti, la loro storia in Sud America è sconosciuta.

### Elenco degli iscritti
| Scuderia             | Costruttore    | Telaio               | Motore                          | Gomme | Nº                    | Piloti                   |
| -------------------- | -------------- | -------------------- | ------------------------------- | ----- | --------------------- | ------------------------ |
| C. Gazzabini         | Alfa Romeo     | Alfa Romeo Monza     | Alfa Romeo 2.6L I8 Compressore  |       | 2                     | Carlo Gazzabini          |
| Auto Union AG        | Auto Union     | Auto Union C         | Auto Union 6.0L V16 Compressore | C     | 4                     | Hans Stuck               |
| Scuderia Excelsior   | Fiat           | Fiat GP              | Fiat 1.5L Compressore           |       | 6                     | Chico Landi              |
| Scuderia Excelsior   | Bugatti        | Bugatti T35A         | Bugatti 2.0L I8 Compressore     |       | 20                    | Quirino Landi            |
| Escuderia Brasil     | Bugatti        | Bugatti T35B         | Bugatti 2.3L I8 Compressore     |       | 8                     | Cicero Marques Porto     |
| Escuderia Brasil     | Bugatti        | Bugatti T35A         | Bugatti 2.0L I8 Compressore     | 56    | Luis Tavres de Morais |                          |
| Escuderia Brasil     | Ford           | Ford Special         | Ford 3.6L V8 Compressore        |       | 32                    | A. Moraes Sarmento       |
| Escuderia Brasil     | Alfa Romeo     | Alfa Romeo Monza     | Alfa Romeo 2.3L I8 Compressore  |       | 42                    | Benedicto Lopes          |
| C. Arzani            | Alfa Romeo     | Alfa Romeo 8C-35     | Alfa Romeo 3.8L I8 Compressore  |       | 10                    | Carlos Arzani            |
| G. Hardy             | Bugatti        | Bugatti T43          | Bugatti 2.2L I8 Compressore     |       | 12                    | "Marcedady"              |
| A. Nascimento Jr.    | Alfa Romeo     | Alfa Romeo Tipo B/P3 | Alfa Romeo 2.9L I8 Compressore  |       | 14                    | Arthur do Nascimento Jr. |
| J. Sant'Anna         | Fiat           | Fiat                 | Fiat Compressore                |       | 16                    | Joaquim Sant'Anna        |
| R. Carú              | Alfa Romeo     | Alfa Romeo 8C 2900 A | Alfa Romeo 2.9L I8 Compressore  |       | 18                    | Ricardo Carú             |
| R. Abrunhosa         | Alfa Romeo     | Alfa Romeo Monza     | Alfa Romeo 2.3L I8 Compressore  |       | 22                    | Rubem Abrunhosa          |
| R. Sartorelli        | Hispano-Suiza  | Hispano-Suiza        | Hispano-Suiza Compressore       |       | 24                    | Armando Sartorelli       |
| R. Riganti           | Bugatti-Hudson | Bugatti-Hudson       | Hudson 3.5L Compressore         |       | 26                    | Raúl Riganti             |
| D. Lopes             | Bugatti        | Bugatti T35A         | Bugatti 2.0L I8 Compressore     |       | 28                    | Domingos Lopes           |
| J. de Moraes         | Wanderer       | Wanderer Special     | Wanderer 2.6L Compressore       |       | 30                    | Júlio de Moraes          |
| Scuderia Ferrari     | Alfa Romeo     | Alfa Romeo 12C-36    | Alfa Romeo 4.1L V12 Compressore | E     | 34                    | Marchese Antonio Brivio  |
| Scuderia Ferrari     | Alfa Romeo     | Alfa Romeo 8C-35     | Alfa Romeo 3.8L I8 Compressore  | E     | 40                    | Carlo Maria Pintacuda    |
| N. Jung              | Ford           | Ford Special         | Ford 3.6L V8 Compressore        |       | 36                    | Norberto Jung            |
| V. Sameiro           | Alfa Romeo     | Alfa Romeo Monza     | Alfa Romeo 2.3L I8 Compressore  |       | 38                    | Vasco do Sameiro         |
| J. Santos Soeiro     | Ford           | Ford Special         | Ford 3.6L V8 Compressore        |       | 44                    | José dos Santos Soeiro   |
| J. Santiago          | Ford           | Ford Special         | Ford 3.6L V8 Compressore        |       | 46                    | José Santiago            |
| J-G. Foury           | Bugatti        | Bugatti T35          | Bugatti 2.0L I8 Compressore     |       | 48                    | Jean-Gilbert Foury       |
| J. de Almeida Araújo | Alfa Romeo     | Alfa Romeo Monza     | Alfa Romeo 2.6L I8 Compressore  |       | 50                    | José de Almeida Araújo   |
| M. de Teffé          | Alfa Romeo     | Alfa Romeo Tipo B/P3 | Alfa Romeo 3.2L I8 Compressore  |       | 52                    | Manuel de Teffé          |
| V. Coppoli           | Bugatti        | Bugatti T35B         | Bugatti 2.3L I8 Compressore     |       | 54                    | Vittorio Coppoli         |
| J. Santos Mauro      | Alfa Romeo     | Alfa Romeo 1750      | Alfa Romeo 1.8L I6 Compressore  |       | 56                    | João Santos Mauro        |

## Qualifiche

### Resoconto
La sessione di qualifiche si è svolta venerdì dalle 10:00 alle 13:00. Stuck si è dimostrato il più veloce con un tempo sul giro di 7 minuti e 29 secondi (alla velocità di 89,5 km/h). Purtroppo, il pilota brasiliano Armando Sartorelli non è riuscito a completare un giro sotto il limite di 10 minuti richiesto mentre il connazionale Moraes Sarmento ha dovuto abbandonare il suo giro. Infine, gi argentini Coppoli e Riganti e i brasiliani Marques Porto e Chico Landi non hanno preso parte alle qualifiche.
Al termine della sessione, de Teffé ha espresso le sue considerazioni su come l'Automóvel Clube do Brasil avesse gestito la situazione relativa alla vettura promessa in una dichiarazione scritta ai giornali. Il club ha successivamente risposto sospendendo il pilota dalle corse a tempo indeterminato e inviando la polizia a confiscare l'Alfa Romeo consegnatagli.

### Risultati
Nella sessione di qualifica si è avuta questa situazione:
| Pos | Nº | Pilota                   | Costruttore    | Tempo       | Griglia |
| --- | -- | ------------------------ | -------------- | ----------- | ------- |
| 1   | 4  | Hans Stuck               | Auto Union     | 7'29"0      | 1       |
| 2   | 34 | Antonio Brivio           | Alfa Romeo     | 7'37"1      | 2       |
| 3   | 40 | Carlo Maria Pintacuda    | Alfa Romeo     | 7'40"3      | 3       |
| 4   | 10 | Carlos Arzani            | Alfa Romeo     | 8'04"0      | 4       |
| 5   | 14 | Arthur do Nascimento Jr. | Alfa Romeo     | 8'04"4      | 5       |
| 6   | 38 | Vasco do Sameiro         | Alfa Romeo     | 8'08"4      | 6       |
| 7   | 18 | Ricardo Carú             | Alfa Romeo     | 8'12"0      | 7       |
| 8   | 42 | Benedicto Lopes          | Alfa Romeo     | 8'21"4      | 8       |
| 9   | 2  | Carlo Gazzabini          | Alfa Romeo     | 8'22"0      | 9       |
| 10  | 22 | Rubem Abrunhosa          | Alfa Romeo     | 8'44"6      | 10      |
| 11  | 36 | Norberto Jung            | Ford           | 8'46"1      | 11      |
| 12  | 44 | José dos Santos Soeiro   | Ford           | 8'48"7      | 12      |
| 13  | 48 | Jean-Gilbert Foury       | Bugatti        | 9'07"5      | 13      |
| 14  | 50 | José de Almeida Araújo   | Alfa Romeo     | 9'08"4      | 14      |
| 15  | 12 | "Marcedady"              | Bugatti        | 9'23"3      | 15      |
| 16  | 46 | José Santiago            | Ford           | 9'29"3      | 16      |
| 17  | 28 | Domingos Lopes           | Bugatti        | 9'31"4      | 17      |
| 18  | 20 | Quirino Landi            | Bugatti        | 9'37"7      | 18      |
| 19  | 30 | Júlio de Moraes          | Wanderer       | 9'37"8      | 19      |
| 20  | 16 | Joaquim Sant'Anna        | Fiat           | 9'39"1      | 20      |
| 21  | 56 | Luis Tavres de Morais    | Bugatti        | 9'50"3      | 21      |
| 22  | 54 | Vittorio Coppoli         | Bugatti        | senza tempo | 22      |
| 23  | 8  | Cicero Marques Porto     | Bugatti        | senza tempo | 23      |
| 24  | 26 | Raúl Riganti             | Bugatti-Hudson | senza tempo | 24      |
| 25  | 26 | Chico Landi              | Fiat           | senza tempo | 24      |
| 26  | 32 | A. Moraes Sarmento       | Ford           | senza tempo | 26      |
| NQ  | 24 | Armando Sartorelli       | Hispano-Suiza  | senza tempo | NQ      |

## Gara

### Griglia di partenza
Posizionamento dei piloti alla partenza della gara.
| Prima fila   | 4 Pos.                      | 3 Pos.                           | 2 Pos.                            | 1 Pos.                              |
| ------------ | --------------------------- | -------------------------------- | --------------------------------- | ----------------------------------- |
|              | Carlos Arzani Alfa Romeo    | Carlo Maria Pintacuda Alfa Romeo | Antonio Brivio Alfa Romeo         | Hans Stuck Auto Union               |
| Seconda fila | 8 Pos.                      | 7 Pos.                           | 6 Pos.                            | 5 Pos.                              |
|              | Benedicto Lopes Alfa Romeo  | Ricardo Carú Alfa Romeo          | Vasco do Sameiro Alfa Romeo       | Arthur do Nascimento Jr. Alfa Romeo |
| Terza fila   | 12 Pos.                     | 11 Pos.                          | 10 Pos.                           | 9 Pos.                              |
|              | José dos Santos Soeiro Ford | Norberto Jung Ford               | Rubem Abrunhosa Alfa Romeo        | Carlo Gazzabini Alfa Romeo          |
| Quarta fila  | 16 Pos.                     | 15 Pos.                          | 14 Pos.                           | 13 Pos.                             |
|              | José Santiago Ford          | "Marcedady" Bugatti              | José de Almeida Araújo Alfa Romeo | Jean-Gilbert Foury Bugatti          |
| Quinta fila  | 20 Pos.                     | 19 Pos.                          | 18 Pos.                           | 17 Pos.                             |
|              | Joaquim Sant'Anna Fiat      | Júlio de Moraes Wanderer         | Quirino Landi Bugatti             | Domingos Lopes Bugatti              |
| Sesta fila   | 24 Pos.                     | 23 Pos.                          | 22 Pos.                           | 21 Pos.                             |
|              | Raúl Riganti Bugatti-Hudson | Cicero Marques Porto Bugatti     | Vittorio Coppoli Bugatti          | Luis Tavres de Morais Bugatti       |
| Settima fila |                             |                                  | 26 Pos.                           | 25 Pos.                             |
|              |                             |                                  | Chico Landi Fiat                  | A. Moraes Sarmento Ford             |

### Resoconto
Da molto tempo non pioveva sulla capitale brasiliana, ma il giorno della gara si è verificata una pioggia quasi tropicale. Il rinvio della gara del 1934 a causa della pioggia aveva causato disordini tra gli organizzatori, pertanto essi hanno deciso di procedere con la gara nonostante le condizioni meteorologiche.
I biglietti per le tribune intorno al circuito erano andati rapidamente esauriti e gli abitanti degli edifici vicini ne hanno approfittato per affittare i loro balconi. Oltre 300.000 spettatori, distribuiti lungo l'intero percorso, erano arrivati per assistere alla gara con la tribuna principale gremita di autorità, tra cui il Presidente della Repubblica Getúlio Vargas e il corpo diplomatico.
Oltre a de Teffé, bandito dalla gara, due piloti non hanno preso il via: A. Moraes Sarmento a causa di un problema al cambio e Joaquim Sant'Anna per una ruota rotta (alcune fonti riportano un guasto alle sospensioni). Le vetture si sono schierate in griglia alle ore 9:00.
Alcuni giornali mostravano una griglia con un distacco per de Teffé, che con un tempo di qualifica di 8'25"8 avrebbe dovuto occupare una posizione tra Gazzabini e Abrunhosa, ma una foto mostra la Bugatti di Marceddy schierata dietro Pintacuda. Non è noto, tuttavia, se anche il distacco lasciato da Sant'Anna sia stato colmato.
Ci sono stati alcuni ritardi, ma alle 9:57 il Dr. Romeu de Miranda sventola la bandiera e le 24 vetture partono con Stuck in testa seguito da Pintacuda, Arzani, Nachimento, Brivio, Carú, B. Lopes, do Sameiro e Abrunhosa.
Nel tortuoso tratto di montagna, Pintacuda ha superato Stuck prendendo così il comando della corsa. Chico Landi, partito in ultima fila per mancanza di tempo nelle prove, aveva fatto un giro spettacolare e si trovava già in undicesima posizione. Il fratello Quirino, invece, arriva lentamente ai box, costretto al ritiro a causa di un guasto al motore. Intanto Marques Porto effettua un pit stop, ma continua la gara in ultima posizione.
Le vetture hanno continuato a mettersi in ordine durante il secondo giro: B. Lopes supera Naschimento per la quinta posizione, Chico Landi continua la sua avanzata superando Gazzabini e Abrunhosa per la nona e Jung supera Santos Soeiro per la quattordicesima posizione.
Alla fine del giro Stuck seguiva Pintacuda a un solo secondo di distanza, mentre Brivio, terzo in classifica, si ferma per cambiare le candele, rientrando in ottava posizione dietro Chico Landi, partito in ultima fila per mancanza di tempo nelle prove, aveva fatto un giro spettacolare e si trovava già in undicesima posizione. Querino Landi arrivò lentamente e si fermò ai box per ritirarsi a causa di un guasto al motore. Anche Marques Porto effettuò un pit stop, ma continuò la gara in ultima posizione.
Le vetture continuarono a mettersi in ordine durante il secondo giro. B. Lopes superò Naschimento per la quinta posizione, Chico Landi continuò la sua avanzata superando Gazzabini e Abrunhosa per la nona. Jung superò Santos Soeiro per la quattordicesima posizione. Alla fine del giro Stuck seguiva Pintacuda a un solo secondo di distanza, mentre Brivio, terzo in classifica, si fermò per cambiare le candele, rientrando in ottava posizione dietro Carú.
Al terzo giro Sameiro supera Naschimento per la quinta posizione, mentre Gazzabini e Abrunhosa si sono scambiati di posizione. Pintacuda aveva già raggiunto le vetture più lente, portando Marques Porto e de Moraes a un giro di distacco. In montagna, la Bugatti di Luis Tavres de Morais prende fuoco: il pilota si salva con lievi ustioni ai piedi, mentre uno spettatore che lo aveva assistito rimane anch'egli ustionato.
Chico Landi si ferma ai box per riparare una perdita di carburante mentre poco dopo, Riganti si ritira a causa della rottura di un cilindro della sua Bugatti-Hudson.
Al quarto giro, Pintacuda incrementa il suo vantaggio da due a cinque secondi, staccando Araujo, Malcedady e Soeiro di un giro. Intanto, il compagno di squadra Brivio era salito al quinto posto e più indietro D. Lopes ha superato Santiago, conquistando la tredicesima posizione. Chico Landi, è costretto a ritirarsi con la sua Fiat a causa della rottura di un attacco del serbatoio, lasciando la Scuderia Excelsior senza rappresentanti in gara, dato che suo fratello si era già ritirato.
Al quinto giro, Pintacuda supera altri tre concorrenti, Coppoli, Santiago e D. Lopes aumentando il suo vantaggio su Stuck a 13 secondi. Il francese Fourny, in undicesima posizione, si ferma poi ai box per riparare un problema all'alimentazione.
Al sesto giro, Pintacuda ha staccato Jung, Fourny e Ambruhosa di un giro, portando il vantaggio a 20 secondi con solo nove vetture rimaste al giro di testa. Jung, B. Lopes e Arzani avevano già effettuato dei pit stop, con Arzani che è sceso dalla quarta all'ottava posizione. L'argentino Carú è riuscito a superare Naschimento, conquistando il quinto posto.
Pintacuda ha mantenuto un vantaggio di 19 secondi dopo sette giri, mentre Carlo Gazzabini, in nona posizione, è stato doppiato. Cicero Marques Porto, già staccato di diversi giri, aveva raccolto Chico in montagna come passeggero e lo aveva portato ai box prima di proseguire la gara, per poi arrendersi poco dopo.
All'ottavo giro, il tedesco Stuck ha ridotto il distacco a 12 secondi. Intanto, Fourny e Domingos Lopes, in dodicesima e tredicesima posizione, hanno effettuato dei pit stop, con Foury e Santiago ritiratisi anch'essi. Lopes è rimasto ancora più indietro quando la sua Bugatti ha iniziato a prendere fuoco ai box, incendio tuttavia domato prontamente.
La situazione è rimasta invariata al nono giro, con Pintacuda che manteneva un vantaggio di 14 secondi. Alla fine del giro Brivio ha effettuato un nuovo pit stop, tornando quarto dietro a Sameiro e la pioggia era finalmente cessata: con le condizioni migliori, Stuck è riuscito, al decimo giro, a ridurre il distacco da Pintacuda a 6 secondi e, nel frattempo, l'argentino Arzani ha superato Naschimento, conquistando la nona posizione.
Nei giri successivi, la distanza tra Pintacuda e Stuck si è mantenuta tra i 6 e gli 8 secondi. Al 12° giro, Abrunhosa supera Gazzabini, portandosi in nona posizione. Al giro successivo, entrambi i due piloti sono stati doppiati per la seconda volta dal pilota fiorentino mentre Ricardo Carú, che si trovava in ottava posizione, sorpassando Laoinha sbanda e si capovolge con la sua Alfa Romeo sportiva. Le voci sull'incidente si sono subito diffuse tra le tribune, causando la costernazione generale ma, alla fine, l'incidente si rivela meno grave del previsto, con Carú che ne esce completamente illeso. Anche Gazzabini, nello stesso giro, deve ritirarsi con il tedesco che prende il comando della gara e con l'obiettivo di guadagnare un margine per il pit stop programmato. L'italiano Pintacuda, invece, aveva intenzione di percorrere la distanza senza soste.
Alla fine del 15° giro, Stuck effettua il pit stop, così come Ambrunhosa, che era a due giri di distanza. Arzani ha superato Nachimento conquistando la quinta posizione, mentre la Bugatti di Domingos Lopes si è fermata nel tratto di montagna, lasciando a piedi il pilota brasiliano.
Grazie al pit stop di Stuck, il fiorentino riesce a mantenere un vantaggio di 44 secondi dopo 16 giri: su un circuito estremamente tortuoso come quello di Gávea, le Alfa Romeo si sono dimostrate alla pari nei tempi sul giro con la veloce e potente Auto Union. Benedicto Lopes, in quinta posizione, è stato doppiato da Pintacuda mentre, dopo 17 giri, la distanza rimaneva di 43 secondi, con Stuck che si avvicinava di soli 2 secondi al 18° giro. Antonio Brivio ha effettuato un pit stop senza perdere la terza posizione e al 19° giro Sameiro, in quarta posizione, viene anche lui doppiato, lasciando solo Pintacuda, Stuck e Brivio al giro di testa. Arzani ha superato Benedicto Lopes per la quinta posizione e Soeiro, diversi giri dietro, ha effettuato un ulteriore pit stop.
Al 21° giro, all'altezza di Rua Marquez de São Vicente (una strada cittadina di Gávea), un giovane di nome Almeirinho Ribeiro attraversa pericolosamente la strada davanti all'Alfa Romeo Monza di Benedicto Lopes. Lopes ha cercato invano di evitare il disastro ma, purtroppo, il giovane Ribeiro è stato investito e trascinato dalla vettura, morendo sul colpo. Lopes decide di effettuare una sosta ai box per verificare le condizioni della vettura (ironicamente questa era la stessa Monza coinvolta nella catastrofe di San Paolo del 1936). Alla fine, prosegue la gara con una vettura insanguinata e con due fori nel cofano, perdendo un giro. La tragedia di Ribeiro ha lasciato solo tre vetture ai giri di testa, con Sarmeino quarto e Arzani quinto a un giro di distanza. Dopo 23 giri, il vantaggio di Pintacuda era ancora di 37 secondi mentre il brasiliano Sameiro effettua una sosta ai box senza perdere la quarta posizione.
Negli ultimi due giri, Pintacuda, per risparmiare carburante, ha rallentato leggermente e Stuck  è riuscito ad avvicinarsi a 7 secondi dalla fine della gara.
È stat una vittoria enorme per la Scuderia Ferrari, che ha quindi potuto tornare in Europa con 120 milioni di reis per la vittoria di Pintacuda e 25 per il terzo posto di Brivio. Tra i piloti brasiliani, Benedicto Lopes ne ha ricevuti 30, Naschimento Jr. 25, Abrumhosa 20 e Jung 15 milioni di reis.
Il piano iniziale prevedeva che Stuck partecipasse alla Coppa Vanderbilt. Tuttavia, dopo aver stabilito il record di velocità di Classe B su 1 km (con partenza da fermo) a Petrópolis il 9 giugno, Stuck torna in Europa con la "Cap Arcona". L'Auto Union C, invece, ha partecipato alla Coppa Vanderbilt come vettura di riserva.

### Risultati
Risultati finali della gara.
| Pos | Nº | Pilota                   | Costruttore    | Giri  | Tempo/Ritiro             | Griglia |
| --- | -- | ------------------------ | -------------- | ----- | ------------------------ | ------- |
| 1   | 40 | Carlo Maria Pintacuda    | Alfa Romeo     | 25    | 3h22'06"5                | 3       |
| 2   | 4  | Hans Stuck               | Auto Union     | 25    | +7"3                     | 1       |
| 3   | 34 | Antonio Brivio           | Alfa Romeo     | 25    | +7'01"6                  | 2       |
| 4   | 38 | Vasco do Sameiro         | Alfa Romeo     | 25    | +12'54"3                 | 6       |
| 5   | 10 | Carlos Arzani            | Alfa Romeo     | 25    | +13'36"7                 | 4       |
| 6   | 42 | Benedicto Lopes          | Alfa Romeo     | 25    | +17'03"7                 | 8       |
| 7   | 14 | Arthur do Nascimento Jr. | Alfa Romeo     | 25    | +19'46"3                 | 5       |
| 8   | 22 | Rubem Abrunhosa          | Alfa Romeo     | 25    | +32'05"4                 | 10      |
| 9   | 36 | Norberto Jung            | Ford           | 24    | +1 giro                  | 11      |
| 10  | 50 | José de Almeida Araújo   | Alfa Romeo     | 23    | +2 giri                  | 14      |
| Rit | 44 | José dos Santos Soeiro   | Ford           | 22/19 | -                        | 12      |
| Rit | 12 | "Marcedady"              | Bugatti        | 18    | -                        | 15      |
| Rit | 28 | Domingos Lopes           | Bugatti        | 18/15 | -                        | 17      |
| Rit | 2  | Carlo Gazzabini          | Alfa Romeo     | 15/13 | -                        | 9       |
| Rit | 18 | Ricardo Carú             | Alfa Romeo     | 13    | Incidente                | 7       |
| Rit | 30 | Júlio de Moraes          | Wanderer       | 11    | -                        | 19      |
| Rit | 8  | Cicero Marques Porto     | Bugatti        | 9     | -                        | 23      |
| Rit | 46 | José Santiago            | Ford           | 7     | -                        | 16      |
| Rit | 48 | Jean-Gilbert Foury       | Bugatti        | 1/7   | -                        | 13      |
| Rit | 54 | Vittorio Coppoli         | Bugatti        | 8/5   | -                        | 22      |
| Rit | 6  | Chico Landi              | Fiat           | 6/4   | Serbatoio del carburante | 25      |
| Rit | 26 | Raúl Riganti             | Bugatti-Hudson | 5/3   | Cilindro                 | 24      |
| Rit | 56 | Luis Tavres de Morais    | Bugatti        | 5/2   | Incendio                 | 21      |
| Rit | 20 | Quirino Landi            | Bugatti        | 1     | Motore                   | 18      |
| NP  | 16 | Joaquim Sant'Anna        | Fiat           | 0     | Non è partito            | 20      |
| NP  | 32 | A. Moraes Sarmento       | Ford           | 0     | Non è partito            | 26      |
| NP  | 52 | Manuel de Teffé          | Alfa Romeo     | 0     | Bandito dalla gara       | -       |
| NP  | 56 | João Santos Mauro        | Alfa Romeo     | 0     | Pilota di riserva        | -       |